# Eubazus elongatus
Eubazus elongatus är en stekelart som beskrevs av Van Achterberg 2000. Eubazus elongatus ingår i släktet Eubazus och familjen bracksteklar. Inga underarter finns listade i Catalogue of Life.